# Прилуцький полк
Прилу́цький полк — адміністративно-територіальна і військова одиниця Гетьманщини. Створений 1648 року. Полковий центр — місто Прилуки (нині Чернігівської області). 1649 року до нього приєднано Ічнянський полк.

## Склад полку

### 1649—1654
Полковник Тимофій Носач
| №  | Назва                  | Центр           | Сотник             | Писар  | Козаків |
| -- | ---------------------- | --------------- | ------------------ | ------ | ------- |
| 1  | Перша варвинська сотня | Варва           | Микита Антоненко   |        | 100     |
| 2  | Друга варвинська сотня | Варва           | Федько Андрійович  |        | 100     |
| 3  | Галицька сотня         | Галиця          | Васько Колос       |        | 101     |
| 4  | Голінська сотня        | Голінка         | Юрко Демченко      |        | 99      |
| 5  | Городенська сотня      | Городня         | Остап Єремієнко    |        | 100     |
| 6  | Гужівська сотня        | Гужівка         | Матвій Романенко   |        | 100     |
| 7  | Дівицька сотня         | Велика Дівиця   | Огій Данилович     |        | 100     |
| 8  | Іваницька сотня        | Іваниця         | Стефан Гриценко    |        | 100     |
| 9  | Перша ічнянська сотня  | Ічня            | Іван Янович        |        | 100     |
| 10 | Друга ічнянська сотня  | Ічня            | Федір Грищенко     |        | 100     |
| 11 | Корибутівська сотня    | Корибутів       | Лесько Федоренко   |        | 100     |
| 12 | Краснянська сотня      | Красний Колядин | Давид Деркач       |        | 100     |
| 13 | Кропивенська сотня     | Кропивне        | Михайло Торлало    |        | 100     |
| 14 | Монастирська сотня     | Монастирище     | Дацько Мальченко   |        | 98      |
| 15 | Переволочанська сотня  | Переволочна     | Іван Маськович     |        | 100     |
| 16 | Перша прилуцька сотня  | Прилуки         | Сава Кременчуцький | Васько | 101     |
| 17 | Друга прилуцька сотня  | Прилуки         | Омелян Проценко    |        | 100     |
| 18 | Третя прилуцька сотня  | Прилуки         | Павло Терех        |        | 110     |
| 19 | Шкуратова сотня        | Прилуки         | Іван Шкуратевич    |        | 99      |
| 20 | Срібнянська сотня      | Срібне          | Павло Хведоренко   |        | 99      |
| 21 | Липовчанська сотня     | Липове          |                    |        | 60      |

### 1654—1672
| №  | Назва                  | Центр           |
| -- | ---------------------- | --------------- |
| 1  | Перша варвинська сотня | Варва           |
| 2  | Галицька сотня         | Галиця          |
| 3  | Голінська сотня        | Голінка         |
| 4  | Іваницька сотня        | Іваниця         |
| 5  | Перша ічнянська сотня  | Ічня            |
| 6  | Друга ічнянська сотня  | Ічня            |
| 7  | Корибутівська сотня    | Корибутів       |
| 8  | Краснянська сотня      | Красний Колядин |
| 9  | Монастирська сотня     | Монастирище     |
| 10 | Переволочанська сотня  | Переволочна     |
| 11 | Перша прилуцька сотня  | Прилуки         |
| 12 | Друга прилуцька сотня  | Прилуки         |
| 13 | Шкуратова сотня        | Прилуки         |
| 14 | Срібнянська сотня      | Срібне          |

### 1672—1751
| № | Назва                   | Центр           |
| - | ----------------------- | --------------- |
| 1 | Перша варвинська сотня  | Варва           |
| 2 | Іваницька сотня         | Іваниця         |
| 3 | Перша ічнянська сотня   | Ічня            |
| 4 | Красноколядинська сотня | Красний Колядин |
| 5 | Монастирська сотня      | Монастирище     |
| 6 | Перша прилуцька сотня   | Прилуки         |
| 7 | Срібнянська сотня       | Срібне          |
| 8 | Журавська сотня         | Журавка         |

### 1751—1757
| № | Назва                   | Центр           |
| - | ----------------------- | --------------- |
| 1 | Перша варвинська сотня  | Варва           |
| 2 | Іваницька сотня         | Іваниця         |
| 3 | Перша ічнянська сотня   | Ічня            |
| 4 | Голінська сотня         | Голінка         |
| 5 | Красноколядинська сотня | Красний Колядин |
| 6 | Монастирська сотня      | Монастирище     |
| 7 | Перша прилуцька сотня   | Прилуки         |
| 8 | Срібнянська сотня       | Срібне          |
| 9 | Журавська сотня         | Журавка         |

### 1757—1761
| №  | Назва                   | Центр           |
| -- | ----------------------- | --------------- |
| 1  | Перша варвинська сотня  | Варва           |
| 2  | Іваницька сотня         | Іваниця         |
| 3  | Перша ічнянська сотня   | Ічня            |
| 4  | Голінська сотня         | Голінка         |
| 5  | Красноколядинська сотня | Красний Колядин |
| 6  | Монастирська сотня      | Монастирище     |
| 7  | Переволочанська сотня   | Переволочна     |
| 8  | Перша прилуцька сотня   | Прилуки         |
| 9  | Срібнянська сотня       | Срібне          |
| 10 | Журавська сотня         | Журавка         |

### 1761—1782
| №  | Назва                   | Центр           | Населення (1780) | Площа     |
| -- | ----------------------- | --------------- | ---------------- | --------- |
| 1  | Перша варвинська сотня  | Варва           | 22,000           | 391 км²   |
| 2  | Друга варвинська сотня  | Варва           | 16,500           | 347 км²   |
| 3  | Іваницька сотня         | Іваниця         | 17,000           | 289 км²   |
| 4  | Перша ічнянська сотня   | Ічня            | 30,000           | 488 км²   |
| 5  | Голінська сотня         | Голінка         | 27,500           | 663 км²   |
| 6  | Красноколядинська сотня | Красний Колядин | 25,000           | 648 км²   |
| 7  | Монастирська сотня      | Монастирище     | 15,000           | 580 км²   |
| 8  | Переволочанська сотня   | Переволочна     | 20,500           | 384 км²   |
| 9  | Перша прилуцька сотня   | Прилуки         | 51,000           | 1,395 км² |
| 10 | Срібнянська сотня       | Срібне          | 25,000           | 432 км²   |
| 11 | Журавська сотня         | Журавка         | 9,000            | 162 км²   |

Всього на 1780 рік в полку було 25,921 хата, близько 255,000 осіб.

## Характеристика полку

### Найбільші міста
| №  | Назва           | Статус   | Населення (1730) | Населення (1780) |
| -- | --------------- | -------- | ---------------- | ---------------- |
| 1  | Прилуки         | місто    | 7,500            | 5,500            |
| 2  | Срібне          | містечко | 3,500            | 3,800            |
| 2  | Ічня            | містечко | 3,200            | 6,700            |
| 4  | Монастирище     | містечко | 1,800            | 2,600            |
| 5  | Іваниця         | містечко | 1,700            | 2,700            |
| 6  | Ряшки           | село     | 1,500            | 3,200            |
| 7  | Переволочна     | містечко | 1,400            | 1,500            |
| 8  | Варва           | містечко | 1,300            | 2,400            |
| 9  | Журавка         | містечко | 1,200            | 2,300            |
| 10 | Красний Колядин | містечко | 1,100            | 1,600            |
| 11 | Голінка         | село     | 900              | 3,500            |
| 12 | Гужівка         | село     | 900              | 1,500            |
| 13 | Липове          | село     | 700              | 1,700            |
| 14 | Кропивне        | село     | 600              | 1,100            |
| 15 | Галиця          | село     | 600              | 1,100            |

### Населені пункти
| Рік  | Міст | Містечок | Сіл | Селищ | Слобідок | Хуторів | Всього |
| ---- | ---- | -------- | --- | ----- | -------- | ------- | ------ |
| 1737 | 1    | 8        | 92  | 24    | 8        | 12      | 145    |
| 1780 | 1    | 8        | 104 | 23    | 12       | 402     | 550    |

### Двори та хати
| Рік  | Дворів козаків                       | Дворів підсусідків | Дворів посполитих                   | Дворів інших | Всього                   |
| ---- | ------------------------------------ | ------------------ | ----------------------------------- | ------------ | ------------------------ |
| 1729 | 4048                                 | —                  | 10541                               | —            | 14589 дворів             |
| 1740 | 4130 (5675 хат)                      | —                  | 4889 (5759 хат)                     | 2346         | 8822 дворів (11434 хати) |
| 1764 | 3694 (7181 хата)                     | 202 (1243 хати)    | 5736 (8150 хат)                     | —            | 9632 дворів (16574 хати) |
| 1780 | 4461 (9086 хат + 52 бездворові хати) | 1877 (2963 хати)   | 8392 (11763 + 1150 бездворових хат) | —            | 14730 дворів (25015 хат) |

### Освіта
На 1750 рік в полку діяло 69 початкових парафіяльних шкіл.

### Економіка
На Прилуччині головною галуззю сільськогосподарського виробництва було хліборобство, вирощували також льон, коноплі, тютюн тощо. Основною робочою худобою в селянських господарствах були воли, у  меншій мірі — коні. Поряд з хліборобством важливе місце  посідало тваринництво. Розводилася велика рогата худоба, коні, вівці. Порівняно слабо розвивалося птахівництво. Одним з основних видів  промислів в Прилуцькому Полку було млинарство. Значного поширення набувало винокуріння, розповсюдженість якого пояснювалася тим, що переробка  хліба на горілку давала прибуток у 2-З і навіть 4 рази більший, ніж його продаж. 
У цей час інтенсивно зростало феодальне землеволодіння старшинське та монастирське. Старшинське володіння продовжувало існувати в двох  основних  формах: приватне («зуполне») й рангове. Співвідношення між ними змінювалися — все більше  рангових маєтностей переходило до старшинської  верхівки у приватне володіння. Традиційною галуззю промисловості полку залишалося селітроваріння.

#### Ряшківська суконна мануфактура
Серед мануфактурних підприємств України найбільшою була Ряшківська суконна мануфактура, заснована в 1719 році, що з прибудовою 1736 року вівчарного заводу виробляла капелюхи і килими. У 1754 році тут працювали 343 майстри й службовці, у 1779-1784 роках їх стало 720. Вихід продукції 1778 року становив: сукна — 35560 метрів і каразеї — 10668 метрів.
В 1797 році тут працювало 1326 осіб у тому числі 999 майстрових та їх учнів.  Ряшківська суконна мануфактура складалася з 13 дерев'яних  майстерень-світлиць, 5 «магазейних» дерев'яних споруд, красильні, ворсувальні, 3 ворсувальних млинів, комори, підвалу та інших дрібних  будівель. Верстатів для виробництва сукна було 50. Сировину, потрібну для виробництва сукна, купувалися не тільки в Росії та Україні, а й за  кордоном.

#### Прилуки
Перші 4 цехи в Прилуках були засновані у 1633 році, коли Ярема Вишневецький видав «лист» на заснування кравецького,  шевського,  кушнірського й ковальського цехів, а у 1639 році — різницького цеху. В 1666 році в Прилуках 36% міщан — ремісники.
В 1730-х роках в полковому місті Прилуки було 6 цехів: кравецький, шевський, ткацький, бондарський, різницький і пекарський, в яких працювало 62 кравці, 42 шевці, 55 ткачів, 11 бондарів, 10 різників і 11 пекарів. У 1782 році тут вже налічувалося 283 кравці, 336 шевців, 242 ковалі, 137 різників і 141 пекар. Крім них було ще немало ремісників, які не мали своїх цехових організацій. До них треба віднести  теслярів, гончарів, малярів, цирульників, «золотарів» тощо.

#### Ічня
В 1783-1786 роках в Ічні знаходилась 1121 хата, 6 церков, 6 водяних млинів, 37 крамниць, 123 винокурні казани, цегляний завод, працювало 78 ремісників. Найбільше славилася ічнянська плитка (пічні кахлі). Щотижня ярмарки, базари тричі на рік.

#### Срібне
1731 року в Срібному було вже п'ять ремісничих цехів: ткацький, кравецький, ковальський, шаповальський 1 різницький. Ремісники продавали свої  вироби на ярмарках. Головними предметами торгівлі були шапки й тютюн. Особливо славився сорт тютюну «срібнянка».

#### Іваниця
Серед жителів Іваниці у 1783 року були ремісники: шевці, кравці, ткачі, теслярі та ковалі, які об'єднувалися в цехи; працювала селітроварня Тимофія Пащенка.

### Зброя
Озброєння  козаків складалося з рушниці (мушкета), списа й шаблі. Вирушаючи у похід, козак повинен був мати 5 фунтів пороху (2,5 кг), 20—10  куль (отамани — по 50)  і  5 фунтів (2,5 кг) свинцю. Як видно з архівних документів, спорядження козаків Прилуцького полку було значно біднішим: на 1  рушницю в похід бралося 1-1,2 фунти (0,5-0,6 кг) пороху і від 18 до 26 куль. В артилерії Прилуцького полку налічувалося 5-6 гармат, частина з яких належала до «городової армати». У похід, зазвичай, брали 2 гармати.

Осаул артилерійський Лукьян Холод, хоружий артилерійський Данило Корженко, пушкарів - 2, гармашів - 4, коваль - 1, гармат - 2; при них   артилерійських припасів: картечей - 5, пороху - 8 пудів 38 фунтів, куль - 199, шуфлів - 2, крейцерів (пижовників) - 2, падубів - 1, возів - 1, коней - 9; того ж Прилуцького полку військової  музики:  трубачів - 4, литаврщик -  1
— «Відомість про артилерію і музику Прилуцького полку», складена генеральним хорунжим Якимов Горленком у лютому 1736 року

### Архітекутра
Однією з найбільших споруд Прилуцького полку був Качанівський плац, в селі Качанівщина, Ічнянської сотні, збудований президентом Малоросійської колегії та генерал-губернатором Малоросії графом Петром Олександровичем Рум'янцевим-Задунайським у 1770-х роках.

## Історія
У 1649 році до складу Прилуцького полку входила 21 сотня: три полкові Прилуцькі, дві Варвицькі, дві Ічнянські, Шкуратова, Срібнянська, Дівицька, Голінська, Переволочанська, Городнянська, Іваницька, Монастирська, Корибутівська, Краснянська, Горлянська, Гужівська, Кропивненська і Липовчанська.
За часів Богдана Хмельницького полк очолювали:
- полковник Іван Шкурат (?-1648.17.06.-?). Він зложив пернач, став сотником Прилуцьким до 1651 року. Вдруге став полковником з березня по червень 1651 року. Полк брав участь у Берестейській битві, де полковник Шкурат загинув;
- його наступник Федір Кисіль став полковником у 1649 році, а потім повернувся у свій Чигиринський полк де зафіксований як товариш полку (1649);
- наступний Федір Скраєнко був полковником Прилуцьким з липня по жовтень 1649 року, а потім зложив пернач полковника і залишився полковим товаришем Прилуцького полку;
- полковник Тиміш Іванович Носач (?-1649.10.-1650.10-?), спочатку очолював Остерський полк в 1648—1649 роках, а потім змінив старого Скраєнка на полковництві Прилуцькому після того, як Остерський полк був злитий з Переяславським. У 1650 році він на чолі полку брав участь в молдавському поході. Його призначали Генеральним обозним Богдан Хмельницький, Іван Виговський, Юрій Хмельницький і Павло Тетеря. Задля зміцнення керівництва прикордонного Брацлавського полку Богдан Хмельницький послав Носача полковником у Брацлав. Носач керував полком у Жванецькій битві, у боях на Брацлавщині навесні 1654 року. Повернувся на посаду генерального обозного і брав участь в облозі Львова;
- потім полковником Прилуцьким став козак Монастирищанської сотні Семен Гарасимович (Гарасименко) (1651.29.06.–1652.04.). Його було страчено разом з Миргородським полковником Гладким та сотником Краснянським за наказом Богдана Хмельницького;
- наступний полковник Яцько Воронченко (1609–1679, Київ) після полковництва Черкаського (1649—1650) став полковником Прилуцьким (1652.04.). Його родовою маєтністю було село Воронівка — «со всех сторон окружена земляной насыпью, довольно сохранившейся».

За Хмельницького протягом усього періоду був сотником Прилуцьким полковим Омелян Проценко, який до 1649 року був сотником Березовським. За Воронченка він став Прилуцьким полковником наказним з листопада 1652 по жовтень 1653 року, а після його загибелі з жовтня 1653 року був призначений наказним полковником прилуцьким Трохим Федченко.
Тривалий час Прилуцький полк очолювали полковники: Петро Дорошенко (1657–1659), Лазар Горленко (1659–1687 з перервами), Іван Стороженко (1687–1692), Дмитро Горленко (1693–1708), Іван Ніс (1708–1714), Гнат Ґалаґан (1714–1739), Григорій Ґалаґан (1739–1763) та інші.
На 1782 рік на території полку налічувалося 11 сотень, в яких було 9 містечок і 547 сіл.
У XVIII ст. Україна часто зазнавала адміністративно-територіальних змін. Внаслідок змін, запроваджених Катериною II з 1 лютого 1763 року, всі полки були розділені на 20 повітів. На той час було 10 полків. З них Полтавський, Лубенський, Переяславський, Гадяцький, Миргородський і Прилуцький займали територію тодішньої Полтавської губернії, а інші чотири — частину тодішніх Київської і Чернігівської. У кожному полку засноване було комісарство для збору казенних доходів, визначених по одному рублю з хати; комісарство Прилуцького полку знаходилося в повітову місті Іваниця. Прилуцький полк, який складався з Прилуцької, Іваницької, Срібнянської, двох Варвинських, Журавської, Переволочанської, Монастирищенської, Ічнянської, Корибутівської і Красноколядинської сотень, розділений був на два повіти: Прилуцький і Іваницький.
У зв'язку з ліквідацією полкового устрою в Україні в 1782 році Прилуцький полк припинив своє існування, а його територія ввійшла до складу Чернігівського намісництва.